# Себастьян фон Гойсенштамм
Себастьян фон Гойсенштамм (нім. Sebastian von Heusenstamm, нар. 16 березня 1508 — пом. 18 березня 1555 року) — 60-й архієпископ Майнца в 1545—1555 роках.

## Життєпис
Походив зі шляхетського роду Гойсенштамми. Син Мартина I фон Гойсенштамма, солтиса Франкфурту-на-Майні, та Єлизавети Брендель фон Гомбург. Народився 1508 року в Франкфурті-на-Майні. Його матір померла під час пологів або невдовзі після цього.
Йомубуло обрано духовну кар'єру. Спочатку був схоластиком Майнцького собору. Користувався прихильністю архієпископа-курфюрста Альбрехта Гогенцоллерна. Завдяки цьому після смерті останнього 1545 року став одним з претендентів на архієпископську кафедру. Втім стикнувся зі спротивом імператора Карла V Габсбурга, який бажав посадити на єпархію Отто Трухсеса фон Вальдбурга, єпископа Аугсбургу. Втім капітул 20 жовтня проголосував за Себастьяна фон Гойсенштамма, а 27 січня 1546 року папа римський Павло III затвердив вибір. 2 травня 1546 року був висвячений Мелхіором Зобелем фон Гібельштадтом, єпископом Вюрцбургу.
На відміну від попередника не бажав втручатися у військову суперечку з протестантськими князя, особливо з огляду на сусідство з могутнім представником Шмалькальденського союзу — ландграфом Філіппом I Гессенським.
1548 році брав участь у розробці та впровадженні інтериму, якими були зроблені деякі поступки протестантам. Після цього зібрав синод архієпископства, спрямований на подолання релігійного протистояння. Зрештою, були опубліковані богослужбові книги та новий катехізис. У 1549 році Себастьян фон Гойсенштамм провів синод, за допомогою якого хотів поширити результати синоду 1548 року на решти своєї церковної юрисдикцій, що стало частиною Контрреформації
1551 року долучився до відновленого Тридентського собору. Втім у 1552 році внаслідок загрози з боку протестанта Альбрехта II Алківіада Гогенцоллерна, маркграфа Бранденбург-Кульбаського, вимушений був повернутися до Майнцу. Протягом так званої Другої маркграфської війни з Гогенцоллерном суттєво постраждали володіння архієпископства, особливо місто Майнц. Боротьба травила до 1554 року. З огляду на збереження небезпеки з боку протестантських князів, Себастьян фон Гойсенштамм виступив за укладання релігійного миру з реалізацією принципу Cuius regio, eius religio, що було здійснено в Аугсбурзі 1555 року, але до цього архієпископ не дожив.